# Penhasco2
"Penhasco2" é uma canção gravada pela cantora brasileira Luísa Sonza e a cantora americana Demi Lovato, contida no terceiro álbum de estúdio de Sonza, Escândalo Íntimo (2023). Ela é uma continuação da faixa "Penhasco.", presente no álbum anterior de Sonza Doce 22 (2021). Totalmente em língua portuguesa, foi composta pelas artistas em conjunto com o mesmo time de compositores da faixa original, sendo eles Douglas Moda, Day Limns, Carol Biazin, Carolzinha, André Jordão e Papatinho com a ajuda de Roy Lenzo. A faixa foi lançada como o terceiro single de divulgação do álbum em 29 de agosto de 2023, através da Sony Music Brasil.

## Antecedentes, desenvolvimento e lançamento
Em 18 de julho de 2021, a cantora e compositora Luísa Sonza lançou seu segundo álbum de estúdio Doce 22, com a faixa "penhsaco." ganhando notoriedade entre o público por se tratar sobre o término de seu casamento com o comediante Whindersson Nunes. Em janeiro de 2022, Sonza decidiu não renovar seu contrato com a gravadora Universal Music Brasil, onde a artista tinha lançado seus dois álbuns de estúdio Pandora (2019) e Doce 22 (2021). Em maio do mesmo ano, a cantora assinou um contrato de 20 milhões de dólares com a Sony Music Brasil.

Primeiro: Não é sobre ex nenhum, é sobre mim e meus sentimentos em relação ao que eu vivi e como me senti. E mesmo se fosse, já aviso q penhasco 2 não tem a ver com a história (real e pessoal) de penhasco. Apenas as duas tem a mesma “vibe”. — Sonza sobre a faixa.
No mesmo mês, portais de notícias noticiaram que Sonza havia escrito uma continuação da faixa. Com a notícia, um usuário do Twitter criticou a continuação afirmando que Sonza nunca superava o ex, e logo a artista o respondeu dando mais detalhes sobre a continuação de "penhasco.", afirmando que não se trataria sobre algum ex e revelou que apenas as duas versões possuem a mesma vibe.
Em 3 de julho de 2023, Sonza participou de um bate-papo com seus fãs, via Twitter, onde revelou que havia 28 músicas prontas, sendo uma delas Penhasco 2, mas que nem todas iriam para a versão final do álbum. Também foi citado que teria músicas mais sensuais e explícitas, canções em outros idiomas, e que parte da produção musical será feita por Tommy Brown. Em 29 de agosto de 2023, com a divulgação das faixas do Escândalo Intimo, a cantora anunciou nas redes sociais a participação da cantora estadunidense Demi Lovato.
"Penhasco2" foi escrito originalmente em dezembro de 2022 no Brasil. Na produção do álbum em Los Angeles, em abril de 2023, o produtor estadunidense Roy Lenzo perguntou para Luísa artistas que encaixariam nas músicas do projeto. Dentre os músicos que ela citou, uma foi Demi Lovato. Ele disse que tem o contato dela, que eles também são amigos próximos. Originalmente, ele disse que apresentaria "Iguaria" para Demi. Não foi citado "Penhasco2" porque o Roy não estava, até então, envolvido na produção da faixa. Após relevar que tem o contato da Demi, Luísa explicou para ele que ela tem certeza que ela entraria em "Penhasco2". Então, ela explicou toda a história de "Penhasco" e desta continuação. Na época, a faixa ainda estava em uma guia antiga e ela teve de agilizar para regravá-la para, eventualmente, mandar para a americana. Depois que Luísa voltou para São Paulo, Roy mandou mensagem para ela dizendo que Demi amou "Penhasco2". Foi marcado uma reunião, por chamada de vídeo, na qual Luísa, Roy, Demi e Douglas Moda, também produtor da canção, conversaram sobre a mesma. A decisão de Demi cantar em português foi idealizado por ela mesma, dizendo que amaria fazer isso. Tanto que, ela ajudou a escrever o verso dela, ao lado de Jenni Mosello e Carolzinha. Para ajudá-la na pronúncia do idioma, uma profissional foi à casa de Demi para isso. O ocorrido foi revelado por Luísa na première de "Penhasco2" lançada no YouTube.

## Recepção
No geral, a faixa recebeu aclamação por parte do público, elogiando os vocais de Sonza e Lovato, além da melodia e do fato de Lovato cantar seus versos 100% em português.

## Apresentação ao vivo
Sonza e Lovato apresentaram "Penhasco2" ao vivo pela primeira vez na primeira edição do The Town Festival em São Paulo em 2 de setembro de 2023. No dia seguinte, Sonza a performou sozinha durante o primeiro show da turnê do Escândalo Intímo e em todo resto da turnê, até então. A segunda vez que as duas cantaram a música juntas foi no palco do evento Billboard Women in Music em 6 de março de 2024, na qual Luísa foi homenageada com o mais recente prêmio Global Force.

## Videoclipe
Um vídeo musical de Penhasco2 foi disponibilizado em 12 de setembro de 2023 e não conta com a participação de Lovato no clipe, Algumas de suas cenas já haviam aparecido no videoclipe do single anterior Principalmente Me Sinto Arrasada.

## Desempenho comercial
| País — Tabela musical (2023)      | Melhor posição |
| --------------------------------- | -------------- |
| Brasil (Billboard Brasil Hot 100) | 4              |
| Brasil (Billboard Brazil Songs)   | 4              |
| Mundo (Billboard Global Excl. US) | 107            |
| Portugal (AFP)                    | 11             |